# James P. Hogan (regista)
James Patrick Hogan (Lowell, 21 settembre 1890 – Los Angeles, 4 novembre 1943) è stato un regista e sceneggiatore statunitense.

## Biografia
Nato a Lowell, nel Massachusetts, nel 1890, iniziò la sua carriera cinematografica all'epoca del muto come assistente alla regia nel 1917 in un film interpretato da Douglas Fairbanks.
James P. Hogan morì in California, a North Hollywood, il 4 novembre 1943 a 53 anni a causa di un attacco cardiaco.

## Filmografia

### Regista
- The Skywayman (1920)
- The Little Grey Mouse (1920)
- Bare Knuckles (1921)
- Where's My Wandering Boy Tonight?, co-regia di Millard Webb (1922)
- Unmarried Wives (1924)
- Black Lightning (1924)
- Capital Punishment (1925)
- Women and Gold(1925)
- The Mansion of Aching Hearts
- Jimmie's Millions
- The Bandit's Baby
- My Lady's Lips
- S.O.S. Perils of the Sea
- Steel Preferred
- The King of the Turf (1926)
- The Isle of Retribution
- Flaming Fury
- The Final Extra
- The Silent Avenger (1927)
- Mountains of Manhattan (1927)
- Finnegan's Ball
- The Broken Mask
- Top Sergeant Mulligan (1928)
- Hearts of Men (1928)
- Burning Bridges (1928)
- Code of the Air
- The Border Patrol (1928)
- The Sheriff's Secret
- The Seventh Commandment, co-regia di Dwain Esper (1932)
- Paradise Valley
- L'incredibile realtà
- Desert Gold (1936)
- The Arizona Raiders
- The Accusing Finger (1936)
- Arizona Mahoney
- La fuga di Bulldog Drummond (Bulldog Drummond Escapes) (1937)
- The Last Train from Madrid
- L'isola delle perle (Bassa marea) (Ebb Tide) (1937)
- Scandal Street (1938)
- Il diamante fatale
- The Texans (1938)
- Sons of the Legion
- Arrest Bulldog Drummond (1938)
- La squadra speciale di Bulldog Drummond (Bulldog Drummond's Secret Police) (1939)
- Grand Jury Secrets
- Bulldog Drummond's Bride
- $1000 a Touchdown (1939)
- The Farmer's Daughter (1940)
- Queen of the Mob
- The Texas Rangers Ride Again
- Ellery Queen's Penthouse Mystery
- Power Dive
- Ellery Queen and the Perfect Crime
- Ellery Queen and the Murder Ring
- A Close Call for Ellery Queen
- A Desperate Chance for Ellery Queen
- Enemy Agents Meet Ellery Queen
- No Place for a Lady
- The Strange Death of Adolf Hitler
- The Mad Ghoul (1943)

### Aiuto regista
- Il fanciullo del West (The Man from Painted Post), regia di Joseph Henabery (1917)
- Douglas e gli avvoltoi del Sud (Headin' South), regia di Allan Dwan e Arthur Rosson (1918)
- Dite un po' giovinotto! (Say! Young Fellow), regia di Joseph Henabery (1918)
- Soldiers of Fortune, regia di Allan Dwan (1919)[1]
- Sua Maestà Douglas (His Majesty, the American), regia di Joseph Henabery (1919)
- Give Us This Night, regia di Alexander Hall (1936)
- La via dei giganti (Union Pacific), regia di Cecil B. DeMille (1939)

### Sceneggiatore
- The Little Grey Mouse, regia di James P. Hogan (1920)
- Women and Gold, regia di James P. Hogan - soggetto (1925)

### Attore
- Black Lightning, regia di James P. Hogan (1924)
- Mountains of Manhattan, regia di James P. Hogan (1927)

### Produttore
- Black Lightning, regia di James P. Hogan (1924)